# Rodney (Iowa)
Rodney è un comune degli Stati Uniti d'America, situato nello Stato dell'Iowa, nella contea di Monona.